# Vodka
Vodka (poljsko wódka, rusko водка, ukrajinsko  horilka ) je praviloma brezbarvna žgana pijača z minimalno 37,5 % alkohola. Ima skoraj popolnoma nevtralen okus, je brez arom in fermentiranih snovi. Pije se ledeno hladna iz majhnih kozarčkov ali kot sestavina številnih koktajlov.

### Zgodovina
Prvo vodki podobno žganje so izdelali v začetku 16. stoletja. Ali se je to zgodilo na področju današnje Poljske ali Rusije ni jasno, obe državi trdita, da sta domovini vodke. Zaradi pomanjkljivih postopkov destilacije je bila ta vodka samo pol tako močna kot današnja.

### Surovine
Vodka se lahko izdeluje iz različnih surovin, ki vsebujejo ogljikove hidrate. Najpogosteje se uporabljajo žita, izdeluje pa se tudi iz krompirja in melase.

#### Žita
Tradicionalno žito za izdelavo vodke v vzhodni Evropi je še danes rž. To je najboljša surovina. Iz rži izdelana vodka ima mehak, nežen in lahko sladek okus. V zahodnih državah se uporablja po navadi pšenica ker je cenejša in na razpolago v ustrezno velikih količinah.

#### Krompir
V Ukrajini se že stoletja uporablja za izdelavo vodke krompir. Okus je težji in opaznejši kot pri vodki iz žita.

#### Melasa
Melasa je stranski produkt pri izdelavi sladkorja. Je najcenejša in istočasno najslabša surovina za izdelavo vodke. Iz melase izdelana vodka ima bolj sladek okus.

### Izdelava
- prvi korak pri izdelavi vodke je izdelava drozge, tekočine podobne pivu z nizko vsebnostjo alkohola. Za izdelavo drozge se surovina zdrobi, pomeša v vodo in malo segreje. Škrob se spremeni v sladkor
- doda se kvas in se sproži postopek spreminjanja sladkorja v alkohol. Nastane drozga z 6 do 7 % alkohola.
- z večkratno destilacijo se iz drozge dobi surov alkohol.
- da bi imela vodka čim bolj nevtralen okus se filtrira z aktivnim ogljem. Filtrira se lahko tudi biološko ali električno. Nato se filtrira še z zelo finim filtrirnim papirjem. Kvaliteta filtriranja bistveno vpliva na kvaliteto izdelka.
- staranje ni potrebno, vodka se napolni v steklenice.

Tradicionalne dežele, proizvajalke vodke so Rusija, Finska, Švedska, Poljska in Ukrajina. Ker so se po oktobrski revoluciji iz Rusije izselili številni strokovnjaki za žganje vodke se je proizvodnja razširila tudi po zahodni Evropi in ZDA.

### Znane znamke
- Belgija: Aslanov
- Bolgarija: Select, Flirt
- Danska: Danzka
- Nemčija: Caviar Wodka, Gorbatschow, Puschkin
- Estonija: Laua Viin, Saaremaa, Viru Valge
- Finska: Finlandia Vodka, Koskenkorva
- Francija: Grey Goose
- Gruzija: Eristoff
- Italija: Keglevich
- Kazahstan: Medved
- Nizozemska: Royalty
- Norveška: Viking Fjord
- Poljska: Chopin, Jan III Sobieski, Wyborowa, Żubrówka, Żytnia, Krakowska, Luksusowa, Belvedere
- Rusija: Moskovskaya, Stolichnaya, Smirnoff Black, Russkij standart, Flakman
- Slovaška: Double Cross Vodka, St. Nicolaus, Goral, Herold
- Švedska: Absolut Vodka, Svedka
- Ukrajina: Nemiroff, Olimp
- ZDA: Skyy, Smirnoff
- Ciper: Troika